# Simulium remissum
Simulium remissum är en tvåvingeart som beskrevs av Dudley Moulton och Adler 1995. Simulium remissum ingår i släktet Simulium och familjen knott.
Artens utbredningsområde är North Carolina. Inga underarter finns listade i Catalogue of Life.